# Scaër
Scaër település Franciaországban, Finistère megyében. Lakosainak száma 5197 fő (2022. január 1.). Scaër Guiscriff, Roudouallec, Bannalec, Leuhan, Rosporden, Saint-Thurien és Tourch községekkel határos.

## Népesség
A település népessége az elmúlt években az alábbi módon változott: